# Pere Elias i Sindreu
Pere Elias i Sindreu (Sabadell, 30 d'abril de 1893 - Sabadell, 1988) fou un pintor català contemporani.
La guerra civil interrompé la seva trajectòria artística i passà a treballar al forn familiar. El 1939, quan acaba la guerra, regenta amb la seva germana el negoci familiar, però uns anys més tard es casa i decideixen arrendar la fleca. Elies es dedica a fer reproduccions en tela de temes pictòrics religiosos per a una casa comercial de Barcelona i ultra un fugaç temptativa en el camp de les representacions tèxtils.
L'any 1942 va exposar en una exposició col·lectiva a l'Acadèmia de Belles Arts de Sabadell.
Durant la postguerra, Pere Elias s'allunya dels cercles artístics sabadellencs, els quals, al seu torn,se n'obliden d'ell. Fins 1951 no torna a donar senyals de vida amb una exposició a Galeries Augusta de Barcelona, que passà desapercebuda. Igualment, les dues exposicions posteriors que va fer a l'Acadèmia de Belles Arts de Sabadell el 1953 i 1954, també foren un fracàs i l'obligaren a retornar al silenci i a l'anonimat de forma exagerada. Tot i així, el 1955 participava en el Segon Saló Biennal de Belles Arts de la ciutat i l'any següent presentava la seva obra novament a l'Acadèmia.
El 1969, però, exposà de nou a l'Acadèmia de Belles Arts, donada la insistència dels seus amics. Aquesta exposició té un gran ressò. Les obres representades eren temes urbans de Barcelona i París, així com interiors i escenes de cabaret que foren ràpidament adquirides per aficionats a la pintura. La segona exposició d'aquest període, l'any 1971, tingué el mateix èxit que l'anterior i totes les obres van ser adquirides per un únic comprador abans d'obrir l'exposició. A partir d'aquí, l'autor exposa regularment a l'Acadèmia de Belles Arts, a les Galeries Rosa Bisbe i Matisse de Barcelona (1978 i 1979), aquesta darrera, però, amb poc èxit. El 1987 el Museu d'Art de Sabadell i l'Estudi Quasar organitzen una gran exposició antològica de l'autor.
Pere Elias s'orientà cap a una pintura de caràcter cezannià, centrada en el tema urbà i en la figura. L'autor no va datar mai les seves obres, per la qual cosa és difícil de catalogar, i, a més, en va fer moltes versions. Tot i això, es pot dividir la seva obra en tres grans períodes. De mitjans dels anys 20 a finals dels anys 30, és una època de molta activitat. Resideix a París i fa la seva primera exposició. Després de la guerra civil comença el seu segon gran període, del qual hi ha ben poques referències, ja que només exposa tres vegades. L'any 1969 comença el tercer gran període que es caracteritza per exposicions periòdiques a Sabadell i de les quals val la pena destacar la presentació de les seves abstraccions l'any 1985 a l'Estudi Quasar. Entre 1970 i 1988 refà temes més representatius de la seva obra: retrats femenins, figures en interiors, escenes de cabaret, bodegons i paisatges urbans.